# Bartomeu Català Barceló
Bartomeu Català Barceló (Vilafranca de Bonany, 1942) és un sacerdot mallorquí. Ha estat vicari de la parròquia de l'Alcúdia i actualment és el president del Projecte Home de les Illes Balears a més de ser el rector de la parròquia de Puigpunyent.
Ha estat guardonat el 1997 amb el Premi Ramon Llull, el 2002 amb la Medalla d'Or de l'Ajuntament de Palma i el 2007 amb la Medalla d'Or de la Comunitat Autònoma de les Illes Balears en reconeixement de la seva tasca d'ajuda a les persones amb addicció a les drogues.
El Diumenge del Ram de 2014 va llegir el Pregó de la Setmana Santa d'Artà.